# ブルカン・カルドゥン
ブルカン・カルドゥン（モンゴル語：ᠪᠤᠷᠬᠠᠨ ᠬᠠᠯᠳᠤᠨ Burqan qaldun 、現代モンゴル語：Бурхан Халдун ボルハン・ハルドン、ブルカン山、ブルカン岳、ブルカン嶽とも）はモンゴル国ヘンティー県にあるヘンティー山脈の山。『元朝秘史』では不児中罕 中合勒敦 Burqan Qaldun 、『集史』でも بورقان قالدون Būrqān Qāldūn と書かれる。モンゴル族発祥の聖地であり、シャーマニズムの伝統に基づいた山岳信仰の対象となる4つの聖なる山の1つで、チンギス・カンの故郷にして墓所であるともいわれて神聖視される。15世紀後半の仏教の導入により山岳信仰の伝統は衰退したが、1990年代以降にシャーマニズムの儀式が復活して、川の沿岸または3つのオボーの周辺で仏教と融合した儀式が行われるようになった。
山名の「ブルカン」 Burχan〜Burqan とは、本来「仏陀」が（古代）ウイグル語などのテュルク語化したものが、さらにモンゴル語化した形であり、「仏」や「神」を意味する。また「カルドゥン」 qaldun とは、一般にモンゴル語で「孤嶺」を意味するが、アルタイ語研究のニコラス・ポッペによると、ダフール語では「ポプラの茂みに覆われた山」を意味すると言う。ブルカン・カルドゥンとは、おおよそ「神の山/丘」を意味する。

## チンギス・カンにまつわる伝説
『元朝秘史』冒頭の伝説によると、チンギス・カンの先祖でモンゴル族の遠祖であるボルテ・チノとその妻コアイ・マラルが大湖（tenggis）を渡ってやって来た時、オノン川の源のこのブルカン・カルドゥンに住まいし、そこで最初の子であるバタチカンが生まれたという。また、のちのチンギス・カンことテムジンが少年時代に父イェスゲイを亡くした時、テムジン一家が身を寄せて住まいしていたのがブルカン・カルドゥンの麓だったと言う。当時対立していたメルキト族の兵たちに追われた折に、テムジンはブルカン山中を方々に逃げて追手をくらまし、ついに逃げおおせてこれに感謝したテムジンは「朝ごと祭り、日ごとに祈」るように誓ったと言う。これらのことからチンギス・カンの一族はこの山麓に起居する氏族だったと思われる。
ラシードゥッディーンの『集史』によると、ブルカン・カルドゥンとはモンゴルの地にある大きな山であり、そこから多くの河川が流れ出て、数え切れない程木々に覆われ、たくさんの茂みや林になっていると言う。またチンギス・カンは死後、自分自身とその一族の埋葬地としてこのブルカン・カルドゥンを定めたと言う（『元史』によると、チンギス・カンは起輦谷へ葬られ、以後ボルテやトルイなどのチンギスの近親、オゴデイから元朝末期までの歴代モンゴル皇帝はチンギスの墓所に隣り合って埋葬されたと記録するが、その遺体は現在も特定されていない）。
1992年に一帯12,000 km2がヘンティー・ハーン厳正保護区に指定された。

## 考古学的検証
ブルカン・カルドゥン周辺にチンギス・カンの埋葬地があると推定し、ヘンティー山脈より流れ出るヘルレン川近くのスージン平原界隈で1961年から1981年にかけての旧東ドイツと、1990年から1993年にかけての日本・モンゴル合同によるゴルバンゴル計画（モンゴル語で「三つの川の源」）が行われ、特に後者においては空撮による地形調査や地中レーダー探査といった科学的手法を導入したものの、「民族の英雄の眠りを妨げるべきではない」との地元民の意見を尊重し、考古学的な発掘調査には至らなかった。
その後、2001年からは日本の主導により再びスージン平原で発掘調査が継続実施されており、チンギス・カンが即位式をあげ死後は霊廟となった大オルド（幕舎）跡とモンゴル軍の鉄器生産工房でもあったアウラガ遺跡が確認されており、埋葬地特定の鍵となっている。（注：アウラガ遺跡自体は1967年に発見されており、世界遺産の構成資産ではない）
また、シカゴ大学のジョン・ウッズ教授も2001年にヘンティー山脈の丘陵地において、高さ約2.7～3.6メートルの石積みの壁が断続的に約3.2キロ続く遺構を確認、『元朝秘史』にある「古連勒古（クレルグ）」に比定し、チンギス・カンはじめモンゴル王族（元朝皇帝）の陵墓である可能性が高いと示唆するが、発掘調査には至っていない。

## 世界遺産
「モンゴルの聖なる山々」として1996年にボグド・ハーン山、オトゴンテンゲル山と共に暫定リスト掲載後、Eej khairkhan、Khanbayanzurkh、Altan Ovoo、Sutai Khairkhanを構成資産に追加した複合遺産候補となったが、2015年の第39回世界遺産委員会では環境整備が整ったブルカン・カルドゥンだけを推薦し正式に登録された。

### 登録基準
この世界遺産は世界遺産登録基準のうち、以下の条件を満たし、登録された（以下の基準は世界遺産センター公表の登録基準からの翻訳、引用である）。
- (4) 人類の歴史上重要な時代を例証する建築様式、建築物群、技術の集積または景観の優れた例。
- (6) 顕著で普遍的な意義を有する出来事、現存する伝統、思想、信仰または芸術的、文学的作品と直接にまたは明白に関連するもの（この基準は他の基準と組み合わせて用いるのが望ましいと世界遺産委員会は考えている）。

## 引用・脚注
- 『チンギス=カンの考古学』白石典之 同成社 2001年 ISBN 4-88621-215-8
- 『モンゴル 草原の国を好きになる』トラベルジャーナル 2001年 ISBN 4-89559-497-1
- 『MONGOLIA'S TENTATIVELIST CULTURAL AND NATURAL HERITAGE』The Mongolian Ministry of Enlightenment and the UNESCO

1. ↑  “Great Burkhan Khaldun Mountain and its surrounding sacred landscape” (英語). UNESCO World Heritage Centre. 2023年5月11日閲覧。

座標: 北緯48度45分14秒 東経108度39分50秒 / 北緯48.753889度 東経108.66375度